# Reforma Ortográfica de 1971
A Reforma Ortográfica do Português de 1971 foi uma reforma ortográfica adotada pelo Brasil e imposta pela Lei Federal 5.765, de 18 de dezembro de 1971.
Após a rejeição do Acordo Ortográfico de 1945 no Brasil, este continuou a reger-se pelo Formulário Ortográfico de 1943, o que criou muitas diferenças ortográficas, especialmente no uso de palavras com acento diferencial. Em 22 de abril de 1971, a Academia Brasileira de Letras e a Academia das Ciências de Lisboa emitiram um parecer conjunto, no qual indicam todas as alterações a serem empreendidas.

## Mudanças
Esta reforma ortográfica, diferentemente de outros regulamentos ortográficos, tais como o Formulário Ortográfico de 1943 e o Acordo Ortográfico de 1990, simplificou apenas regras de acentuação. 

### Queda dos acentos diferenciais
Em Portugal, entre 1911 e 1945, assim como no Brasil entre 1943 e 1971, houve a existência de um recurso chamado acento diferencial. Dada a existência de muitas palavras homógrafas, mas não homófonas, julgou-se necessário criar diferenciações entre elas:
- pilôto (substantivo) / piloto (ó) (do verbo "pilotar");
- côr (pigmento) / Cor (ó) (coração);
- êle (pronome pessoal) / ele (é) (nome dado à letra L);
- êsse (pronome demonstrativo) / esse (é) (nome da letra S)
- govêrno (substantivo) / governo (é) (verbo);
- êste (pronome) / este (é) (Leste);

#### Exceções mantidas
Alguns casos do acento diferencial permaneceram:
- por (preposição) / pôr (verbo)
- pode (verbo poder, presente) / pôde (verbo poder, pretérito perfeito)
- pera (forma arcaica de pedra) / pêra
- polo (palavra átona, forma antiga de pelo) / pólo
- pelo, pela(s) (contração) / pêlo (substantivo) /  pélo, péla(s) (verbo pelar, presente)
- coa(s) (contração de com + a, respectivamente, essas formas são muito comuns em poesia) / côa(s) (verbo coar)
- tem, vem / têm, vêm
- para (preposição) / pára (verbo parar)

Facultativamente:
- forma / fôrma"
- demos (pretérito) / dêmos (presente do subjuntivo)

### Acentuação de sílabas subtônicas
Até a reforma de 1971, as palavras acentuadas com acento circunflexo mantinham-no mediante sufixação com -mente, ou sufixos terminados em z (-zão, -zinho, -zeiro, etc.), e passavam a sinalizar a sílaba subtônica:
- econômica — econômicamente
- boêmia — boêmiamente
- espontânea — espontâneamente

Ao mesmo tempo, palavras escritas com acento agudo, quando acrescidas de sufixos do mesmo tipo, recebiam acento grave na sílaba subtônica:
- só — sòmente
- acaí — açaìzeiro
- benéfica — benèficamente

Em Portugal, essa característica gráfica foi abolida dois anos depois, em 1973.